# Церетелі Зураб Семенович
Зураб Семенович Церетелі (груз. ზურაბ წერეთელი; 21 березня 1953) — грузинський радянський футболіст, виступав на позиції нападника за такі клуби, як «Динамо» (Тбілісі), «Динамо» (Москва), «Торпедо» (Кутаїсі) та «Пахтакор». Майстер спорту СРСР.

## Кар'єра
Починав кар'єру в Грузії, виступаючи за тбіліське «Динамо». Провів за клуб 69 матчів, забив 8 голів.
В 1978 перейшов у московське «Динамо». Але в команді провів лише один сезон, після чого повернувся до Грузії, і став гравцем кутаїського «Торпедо». Виступав у першій лізі до серпня 1979, а після катастрофи літака з гравцями «Пахтакора», був відправлений у Узбекистан. Там він завершив кар'єру в 1981, зігравши 45 матчів та забивши 6 м'ячів.
Донька — Анна Церетелі працює у Федерації футболу Грузії.

## Досягнення
- Володар кубка СРСР (1): 1976
- Бронзовий призер чемпіонату СРСР (1): 1976о